# Eleccions federals alemanyes de 1972
Les eleccions federals alemanyes de 1972 se celebraren el 19 de novembre de 1972 per a elegir els membres del Bundestag de la República Federal d'Alemanya.

## Campanya
La coalició SPD/FDP havia perdut la majoria absoluta perquè parlamentaris del FDP van deixar el seu partit i es van convertir en membres de la CDU/CSU com a protesta en contra de la política de Willy Brandt de reconèixer i mantenir relacions diplomàtiques amb la República Democràtica Alemanya. La CDU/CSU havia tractat de treure a Brandt de la cancelleria amb un vot de ni confiança en el Bundestag després que la coalició havia perdut la majoria. Però el candidat de la CDU/CSU Rainer Barzel, no va assolir convertir-se en Canceller.
Durant la campanya, la CDU/CSU va atacar Brandt com a traïdor de la democràcia alemanya. També van esmentar la lluita de Brandt contra l'Exèrcit alemany durant la Segona Guerra Mundial a Noruega. El SPD i FDP van treure profit de l'enorme popularitat personal del Canceller, que havia rebut el premi Nobel de la Pau en 1971. El lema d'elecció del SPD era "Willy Brandt ha de seguir sent Canceller" mentre els Conservadors parlaven sobre una decisió entre la "Llibertat" i el "Socialisme".
| ← Eleccions federals alemanyes, 19 de novembre de 1972 → |            |                     |                      |                |                      |                       |
| Partit                                                   | Vots       | Percentatge de vots | Diferència vers 1969 | Total d'escons | Diferència vers 1969 | Percentatge d' Escons |
| Partit Socialdemòcrata (SPD)                             | 17.175.169 | 45,8%               | +3,1%                | 230            | +6                   | 46,4%                 |
| Unió Demòcrata Cristiana d'Alemanya (CDU)                | 13.190.837 | 35,2%               | -1,4%                | 177            | -16                  | 35,7%                 |
| Unió Social Cristiana (CSU)                              | 3.615.183  | 9,6%                | +0,2%                | 48             | -1                   | 9,7%                  |
| Partit Democràtic Lliure (FDP)                           | 3.129.982  | 8,4%                | +2,6%                | 41             | +11                  | 8,3%                  |
| Altres                                                   | 348.579    | 0,9%                |                      | 0              |                      | 0,0%                  |
| Totals                                                   | 37.459.750 | 100,0%              |                      | 496            | +0                   | 100,0%                |

## Post-elecció
La coalició de l'SPD i el FDP es va mantenir en el poder amb Willy Brandt com canceller. El 1974, afectat per un escàndol d'espionatge, el cas Guillaume, que involucrava a un dels seus assistents personals, Brandt va renunciar a la cancelleria, però la coalició es va mantenir en el poder amb Helmut Schmidt com a nou canceller.